# Mileewa shirozui
Mileewa shirozui (лат.) — вид цикадок рода Mileewa из отряда полужесткокрылых насекомых. Эндемик Китая (Hainan, Taiwan).

## Описание
Длина около 3 мм. От близких видов отличается следующими признаками: задняя часть мезонотума (скутеллюм) коричневато-чёрная, субгенитальная пластинка самцов с широким апикальным краем с большим зубчатым отростком. Вид был впервые описан под названием Formotettigella shirozui Ishihara, 1965. Валидный статус вида был подтверждён в ходе ревизии, проведённой в 2021 году.